# Balbagathis intrincata
Balbagathis intrincata är en tvåvingeart som beskrevs av Freddy Bravo 2005. Balbagathis intrincata ingår i släktet Balbagathis och familjen fjärilsmyggor. Inga underarter finns listade i Catalogue of Life.